# Кастетпюгон
Кастетпюго́н (фр. Castetpugon) — коммуна во Франции, находится в регионе Аквитания. Департамент — Атлантические Пиренеи. Входит в состав кантона Тер-де-Люи и Кото-дю-Вик-Бий. Округ коммуны — По.
Код INSEE коммуны — 64180.

## География

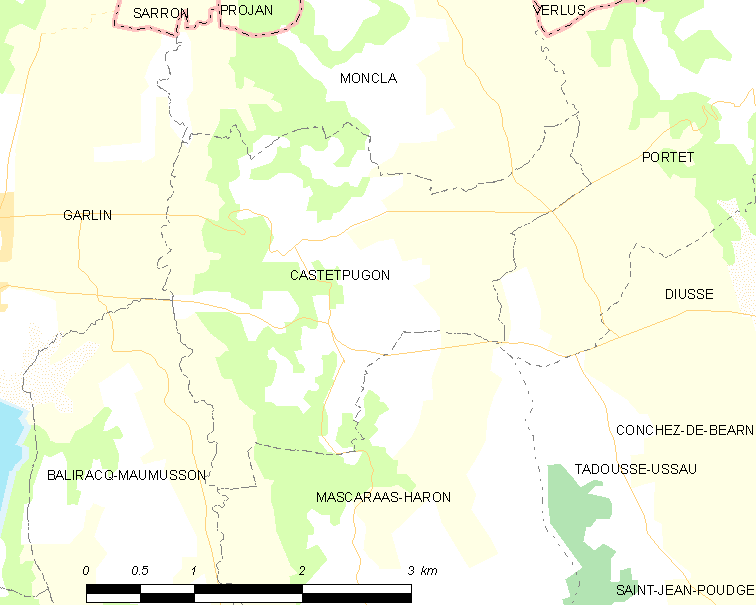
Карта коммуны

Коммуна расположена приблизительно в 630 км к югу от Парижа, в 145 км южнее Бордо, в 32 км к северу от По.
По территории коммуны протекает река Леес.

### Климат
Климат тёплый океанический. Зима мягкая, средняя температура января — от +5°С до +13°С, температуры ниже −10 °C бывают редко. Снег выпадает около 15 дней в году с ноября по апрель. Максимальная температура летом порядка 20-30 °C, выше 35 °C бывает очень редко. Количество осадков высокое, порядка 1100 мм в год. Характерна безветренная погода, сильные ветры очень редки.

## Население
Население коммуны на 2010 год составляло 182 человека.
| 1962 | 1968 | 1975 | 1982 | 1990 | 1999 | 2010 |
| ---- | ---- | ---- | ---- | ---- | ---- | ---- |
| 160  | 173  | 190  | 156  | 159  | 170  | 182  |

## Администрация
| Период | Период | Фамилия      | Партия | Примечания |
| ------ | ------ | ------------ | ------ | ---------- |
| 1995   | 2001   | Пьер Гире    |        |            |
| 2001   | 2020   | Жан Кассаньо |        |            |

## Экономика
В 2010 году среди 108 человек трудоспособного возраста (15-64 лет) 91 были экономически активными, 17 — неактивными (показатель активности — 84,3 %, в 1999 году было 73,3 %). Из 91 активных жителей работали 85 человек (48 мужчин и 37 женщин), безработных было 6 (1 мужчина и 5 женщин). Среди 17 неактивных 3 человека были учениками или студентами, 11 — пенсионерами, 3 были неактивными по другим причинам.

## Достопримечательности
- Церковь Успения Пресвятой Богородицы (XIX век)[4]
- Ансамбль оборонительных укреплений (XI век)[5]

## Фотогалерея

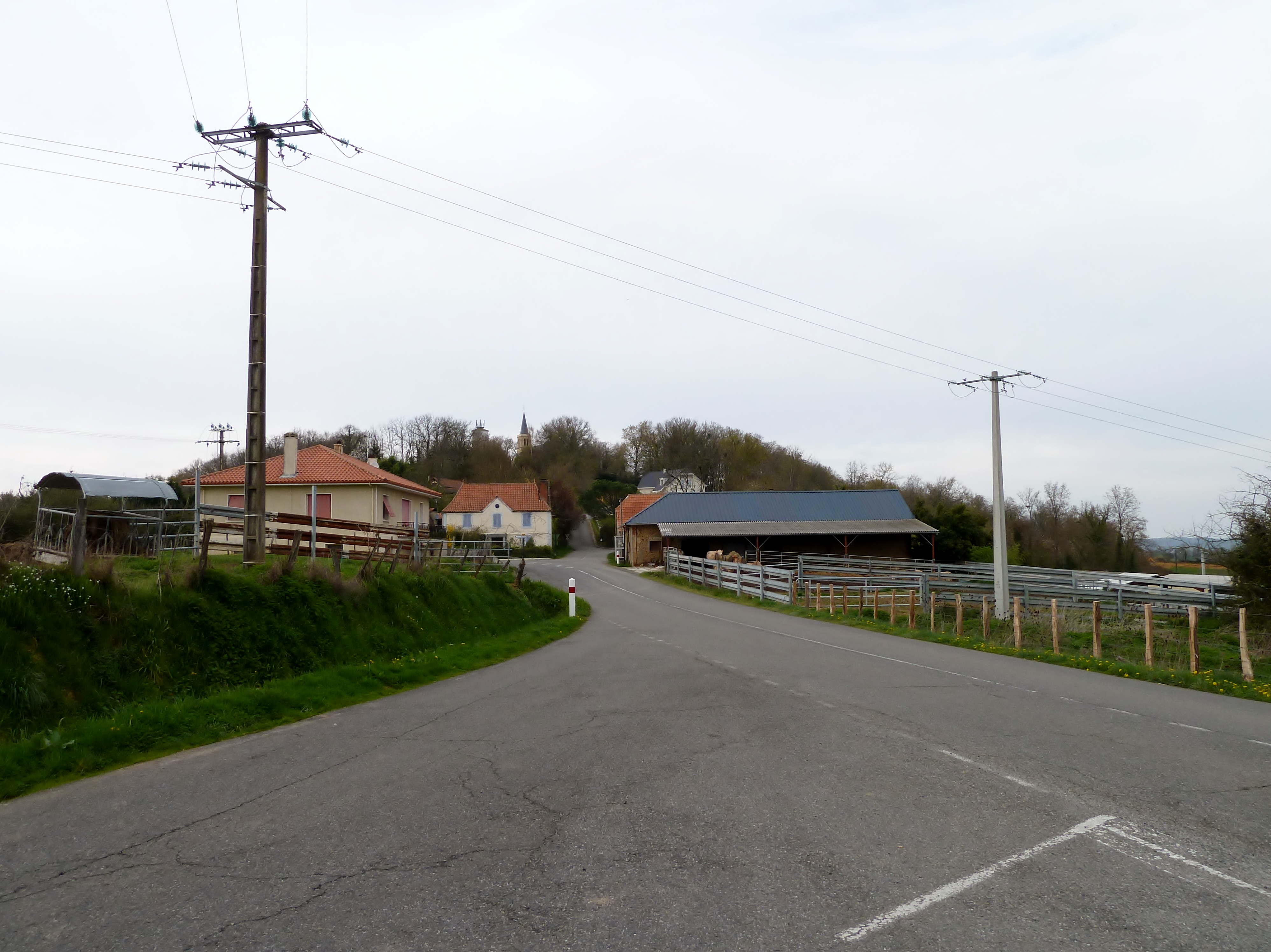
Кастетпюгон
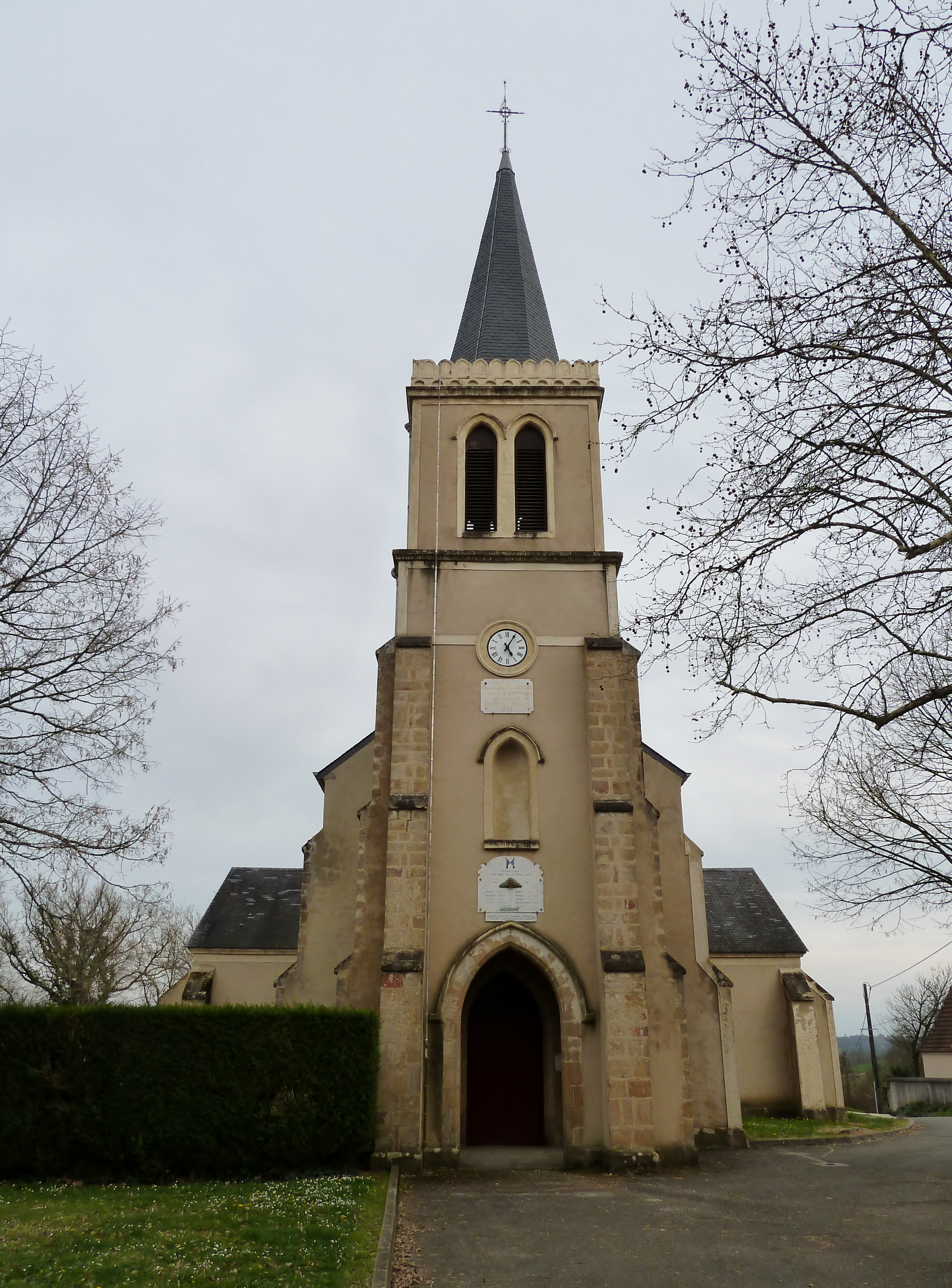
Церковь Успения Пресвятой Богородицы
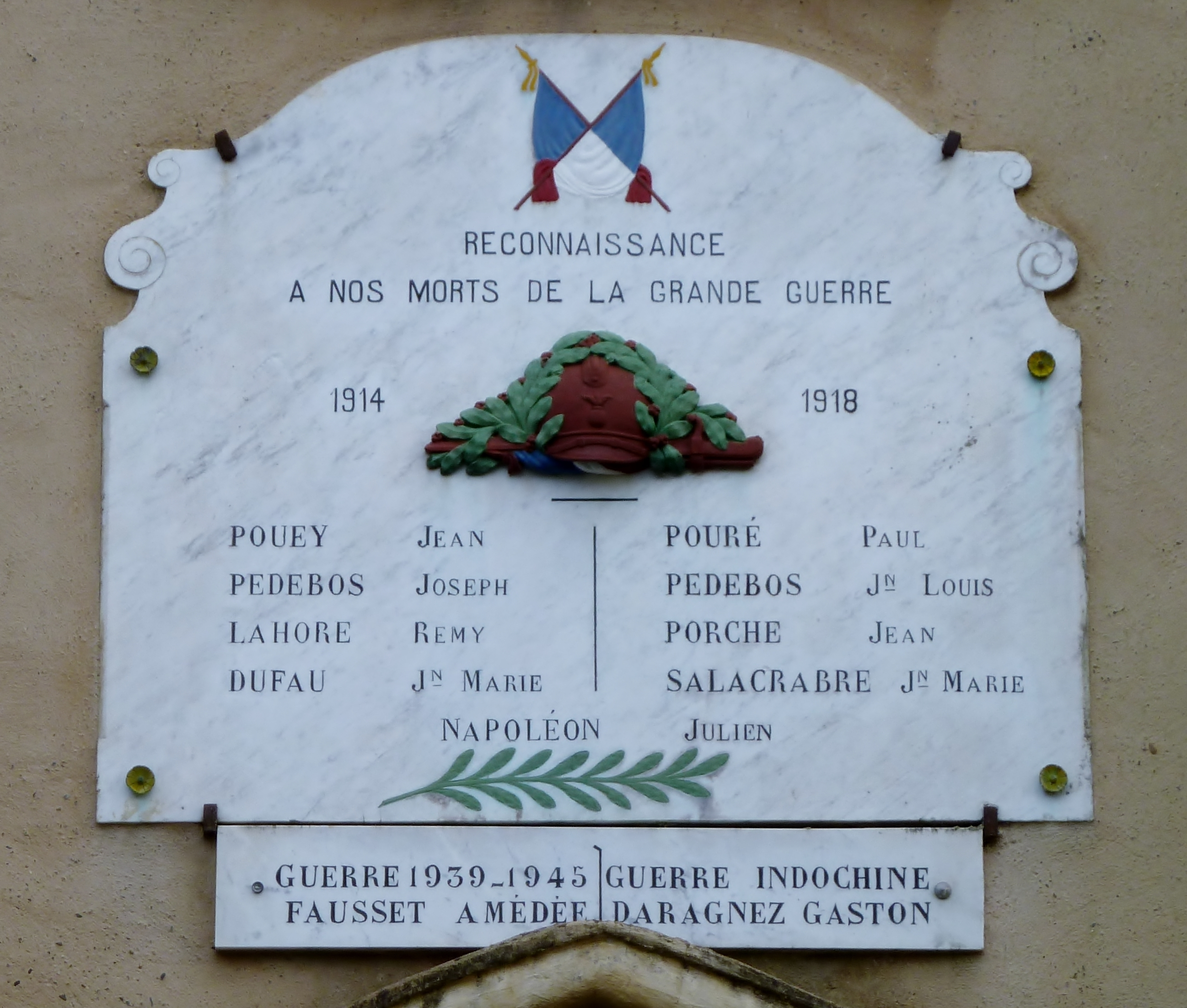
Военный мемориал